# Berolzheim (Bad Windsheim)
Berolzheim (fränkisch: Bäaldsa) ist ein Gemeindeteil der Stadt Bad Windsheim im Landkreis Neustadt an der Aisch-Bad Windsheim (Mittelfranken, Bayern). Die Gemarkung Berolzheim hat eine Fläche von 5,685 km². Sie ist in 687 Flurstücke aufgeteilt, die eine durchschnittliche Fläche von 8274,42 m² haben.

## Geographie
Das Kirchdorf liegt an der Tief und nahe am Krüglgraben, der 250 Meter östlich von Berolzheim als linker Zufluss in die Tief mündet. Der Ort liegt noch in der Windsheimer Bucht und ist von Feldern umgeben: im Nordosten Krüglwasen und Im Ried und im Südosten Mühlwegfeld. Circa einen Kilometer nordwestlich erhebt sich der Hundsrücken (327 m ü. NHN).
Die Staatsstraße 2253 führt nach Rüdisbronn (1,8 km nördlich) bzw. an Külsheim und Bad Windsheim vorbei zur Bundesstraße 470 (5,5 km südlich). Die Kreisstraße NEA 35 führt nach Kaubenheim (2,5 km östlich) bzw. nach Humprechtsau (3,2 km nordwestlich).

## Geschichte
Gegründet wurde Berolzheim wahrscheinlich während der ersten Siedlungswelle der Fränkischen Landnahme. Um 750 wurde es als „Feroltesheim“ erstmals urkundlich erwähnt. Der Ortsname änderte sich im Laufe der Zeit von „Berlitzheim“ über „Berzelheim“ zur heutigen Form. Das Bestimmungswort des Ortsnamens ist der Personenname Berolt. Von 750 bis 779 und von 1150 bis 1165 erhielt das Kloster Fulda durch Schenkungen Güter. Von 1399 bis 1426 waren die Herren von Seckendorf im Ort begütert. Daneben gab es weitere Grundherren. In der Folgezeit wurden Brandenburg-Kulmbach und die Reichsstadt Windsheim die einzigen Grundherren im Ort.
Gegen Ende des 18. Jahrhunderts gab es in Berolzheim 32 Anwesen. Das Hochgericht übte das brandenburg-bayreuthische Vogtamt Lenkersheim aus. Die Dorf- und Gemeindeherrschaft hatte das Kastenamt Ipsheim. Grundherren waren die Reichsstadt Windsheim (24 Anwesen: 3 Höfe, 1 Dreiviertelhof, 2 Halbhöfe, 1 Gut, 2 Gütlein, 9 Häckersgüter, 2 halbe Häckersgüter, 3 Häuser, 1 Zehntstadel), das Kastenamt Ipsheim (Kirche, Schule, Hirtenhaus, 1 Hof, 3 Güter, 1 Schmiede) und das brandenburg-ansbachische Oberamt Uffenheim (1 Hof).
Von 1797 bis 1810 unterstand der Ort dem Justizamt Külsheim und Kammeramt Ipsheim. 1810 kam Berolzheim zum Königreich Bayern. Im Rahmen des Gemeindeedikts wurde es dem 1811 gebildeten Steuerdistrikt Kaubenheim und der 1817 gebildeten Ruralgemeinde Kaubenheim zugewiesen. Mit dem Zweiten Gemeindeedikt (1818) entstand die Ruralgemeinde Berolzheim. Sie war in Verwaltung und Gerichtsbarkeit dem Landgericht Windsheim zugeordnet und in der Finanzverwaltung dem Rentamt Ipsheim. Ab 1862 gehörte Berolzheim zum Bezirksamt Uffenheim (1939 in Landkreis Uffenheim umbenannt) und ab 1856 zum Rentamt Windsheim (1919 in Finanzamt Windsheim umbenannt, seit 1972 Finanzamt Uffenheim). Die Gerichtsbarkeit blieb beim Landgericht Windsheim (1879 in Amtsgericht Windsheim umbenannt), seit 1973 ist das Amtsgericht Neustadt an der Aisch zuständig. Die Gemeinde hatte 1964 eine Gebietsfläche von 5,671 km².
Mit der Gebietsreform in Bayern wurde Berolzheim am 1. Juli 1972 in Bad Windsheim eingemeindet.

### Baudenkmäler
In Berolzheim gibt es vier Baudenkmäler:
- Haus Nr. 09: erdgeschossiges Wohnstallhaus
- Haus Nr. 35: St. Jakob, evangelisch-lutherische Filialkirche
- Kriegerdenkmal
- Steinkreuz

ehemaliges Baudenkmal
- Haus Nr. 26: erdgeschossiges Wohnstallhaus

### Bodendenkmäler
In der Gemarkung Berolzheim gibt es zwei Bodendenkmäler.

### Einwohnerentwicklung
| Jahr      | 1818   | 1840   | 1852   | 1855   | 1861   | 1867   | 1871   | 1875   | 1880   | 1885   | 1890   | 1895   | 1900   | 1905   | 1910   | 1919   | 1925   | 1933   | 1939   | 1946   | 1950   | 1952   | 1961   | 1970   | 1987   | 2011 |
| Einwohner | 159    | 198    | 204    | 213    | 200    | 199    | 200    | 210    | 216    | 221    | 196    | 184    | 182    | 181    | 180    | 167    | 156    | 159    | 152    | 201    | 196    | 196    | 147    | 127    | 137    | 115  |
| Häuser    | 32     | 36     |        |        |        |        | 38     |        |        | 37     | 39     |        | 37     |        |        |        | 35     |        |        |        | 33     |        | 34     |        | 30     |      |
| Quelle    | [ 18 ] | [ 19 ] | [ 20 ] | [ 20 ] | [ 21 ] | [ 22 ] | [ 23 ] | [ 24 ] | [ 25 ] | [ 26 ] | [ 27 ] | [ 20 ] | [ 28 ] | [ 20 ] | [ 29 ] | [ 20 ] | [ 30 ] | [ 20 ] | [ 20 ] | [ 20 ] | [ 31 ] | [ 20 ] | [ 13 ] | [ 32 ] | [ 33 ] |      |

## Religion
Der Ort ist seit der Reformation evangelisch-lutherisch geprägt und bis heute nach St. Michael (Kaubenheim) gepfarrt. Die Katholiken sind nach St. Bonifaz (Bad Windsheim) gepfarrt.